# Hood Billionaire
Hood Billionaire è il settimo album in studio del rapper statunitense Rick Ross, pubblicato nel novembre 2014.

## Tracce
1. Intro – 2:07
2. Hood Billionaire – 3:57
3. Coke Like The 80’s – 4:48
4. Heavyweight (featuring Whole Slab) – 4:06
5. Neighborhood Drug Dealer
6. Phone Tap – 4:38
7. Trap Luv (featuring Yo Gotti) – 4:10
8. Elvis Presley Blvd. (featuring Project Pat) – 6:02
9. Movin’ Bass (featuring JAY Z) – 4:23
10. If They Knew (featuring K. Michelle) – 4:34
11. Quintessential (featuring Snoop Dogg) – 3:13
12. Keep Doin’ That (Rich Bitch) (featuring R. Kelly) – 4:13
13. Nickel Rock (featuring Boosie Badazz) – 4:47
14. Burn – 5:15
15. Family Ties – 3:42
16. Brimstone (featuring Big K.R.I.T.) – 5:56